# Jan Piotrowski (dziennikarz)

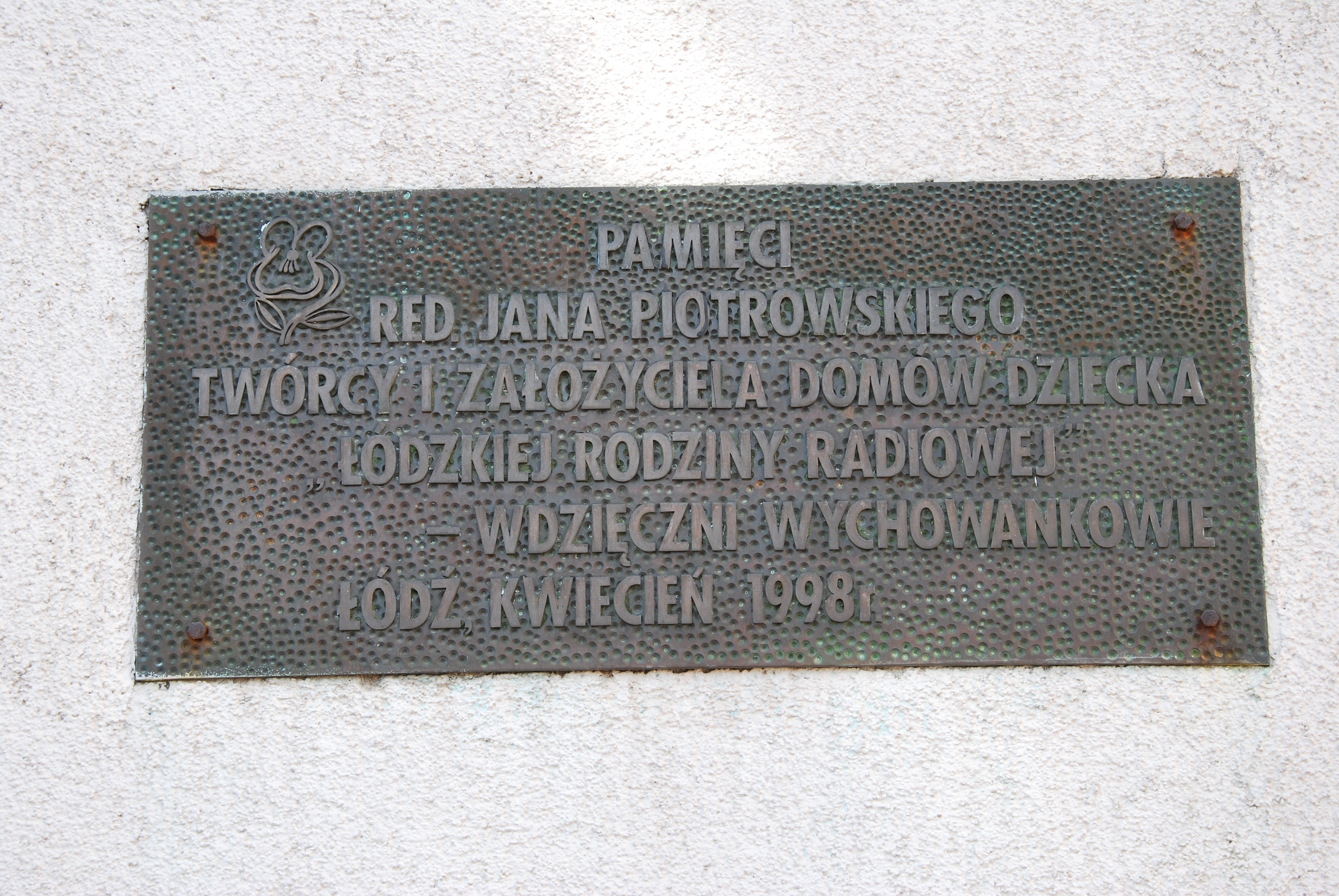

Jan Piotrowski (ur. 28 kwietnia 1889 w Stopnicy w pow. buskim, zm. 13 grudnia 1947 w Łodzi) – polski publicysta, redaktor, dziennikarz, twórca unikatowej inicjatywy społecznej pn. „Łódzka Rodzina Radiowa”.

## Życiorys
Syn Franciszka, nauczyciela. Uczęszczał do Gimnazjum gen. Pawła Chrzanowskiego (późniejsze Gimnazjum im. Jana Zamoyskiego) w Warszawie. Brał udział w strajku szkolnym 1905 r., ze szkoły został relegowany. Maturę zdał w Petersburgu.
Pracę dziennikarską rozpoczął w 1911 r. w „Wiadomościach Robotniczych”, współpracował z „Gazetą Łódzką”.
W latach 1912–1913 redagował i wydawał wspólnie z Janem Grodkiem tygodnik humorystyczno–satyryczny „Śmiech”, który od numeru 5 z 1913 r. przeszedł na ich własność.
W 1913 r. wyjechał do Francji, podejmując studia w École des Hautes Études Sociales et Politiques w Paryżu.
W latach 1923–1929 był sprawozdawcą teatralnym czasopisma „Journal de Varsovie”, redaktorem naczelnym tygodnika „Ilustracja” (w latach 1923–1926) i tygodnika „7 Dni” (1929 r.).
W latach 1930–1934 był dziennikarzem rozgłośni łódzkiej Polskiego Radia.
We wrześniu 1934 r. został redaktorem naczelnym tygodnika „Radio”, od 1 października 1934 r. noszącego tytuł „Antena”.
W 1937 r. mieszkał w Łodzi przy ul. Ozorkowskiej 36.
Po wojnie nadal pracował jako dziennikarz radiowy.
Pochowany na Starym Cmentarzu w Łodzi przy ul. Ogrodowej w części katolickiej.